# Anna Dogonadze
Anna Dogonadze-Lilkendey (en géorgien ანა დოღონაძე) est une gymnaste trampoliniste allemande née le 15 février 1973 à Mtskheta (RSS de Géorgie).

## Palmarès

### Jeux olympiques
| Épreuve/Année | Sydney 2000 | Athènes 2004 | Pékin 2008 | Londres 2012 |
| ------------- | ----------- | ------------ | ---------- | ------------ |
| Individuel    | 8e          | 1re          | 8e         | 10e          |

### Championnats du monde
| Épreuve/Année | Sydney 1998 | Sun City 1999 | Odense 2001 | Hanovre 2003 | Eindhoven 2005 | Québec 2007 | Metz 2010 | Birmingham 2011 |
| ------------- | ----------- | ------------- | ----------- | ------------ | -------------- | ----------- | --------- | --------------- |
| Individuel    | 3e          | 3e            | 1re         | 3e           | 3e             | 5e          | 7e        | 6e              |
| Par équipe    |             |               | 2e          |              |                |             |           | 5e              |
| Synchro       | 1re         | 2e            | 2e          | 3e           | 3e             |             | 2e        | 1re             |

### Jeux mondiaux
| Épreuve/Année | Lahti 1997 | Duisbourg 2001 |
| ------------- | ---------- | -------------- |
| Individuel    | 3e         |                |
| Synchro       |            | 1re            |

### Championnats d'Europe
| Épreuve/Année | Saint-Pétersbourg 2012 |
| ------------- | ---------------------- |
| Synchro       | 3e                     |